# Runc (gmina Vidra)
Runc – wieś w Rumunii, w okręgu Alba, w gminie Vidra. W 2011 roku liczyła 40 mieszkańców.